# Caotun
Caotun (chinesisch 草屯鎮, Pinyin Cǎo tún, W.-G. Ts'ao³-t'un²) ist eine Stadtgemeinde (鎮,  Zhèn) im Landkreis Nantou in Zentraltaiwan.

## Lage
Caotun liegt ganz im Nordwesten des Landkreises Nantou. Das Gemeindegebiet hat angenähert die Form eines liegenden Rechtecks mit 6,5 × 16 Kilometern Kantenlänge. Die Nachbargemeinden sind Guoxing im Osten, Zhongliao und Nantou im Süden, Fenyuan (Landkreis Changhua) im Westen und der Stadtbezirk Wufeng von Taichung im Norden. Caotun wird von Fluss Wu (烏溪,  Wū xī) durchflossen. Das Terrain ist relativ eben und entspricht geologisch einer Schwemmebene.

## Geschichte
Die ursprünglichen Bewohner der Gegend waren Angehörige der indigenen Völker Taiwans (Hoanya, Arikun und Tausabata). Ab dem 18. Jahrhundert setzte die allmähliche Einwanderung von Han-Chinesen ein, die die indigene Bevölkerung entweder akkulturierten oder in das weiter östlich gelegene, schwer zugängliche Bergland abdrängten. Zur Zeit der japanischen Herrschaft über Taiwan wurde Caotun 1938 zu einem lokalen Verwaltungszentrum erhoben. Nach der Niederlage Japans im Zweiten Weltkrieg kam die Insel Taiwan zur Republik China. 1950 wurde Caotun zu einer Stadtgemeinde im neu eingerichteten Landkreis Nantou.

## Einwohner
Mit fast 100.000 Einwohnern ist Caotun die nach Nantou einwohnerstärkste Gemeinde im Landkreis Nantou. Nachdem die Einwohnerzahl seit dem Ende des Zweiten Weltkriegs lange Zeit kontinuierlich angewachsen war, stagnierte sie ungefähr seit dem Jahr 2000 kurz vor der 100.000-Einwohner-Marke, bzw. ging tendenziell eher wieder zurück. Ende 2017 gehörten nach der offiziellen Statistik 536 Personen den indigenen Völkern an (etwa 0,6 %).

## Verwaltungsgliederung
Caotun ist in 27 Ortsteile (里, Li) untergliedert:
1 Zhongshan (中山里)

2 Yufeng (玉峰里)

3 Mingzheng (明正里)

4 Yanfeng (炎峰里)

5 Heping (和平里)

6 Dunhe (敦和里)

7 Futun (富寮里)

8 Zhongzheng (中正里)

9 Xinyi (新厝里)

10 Shanjia (山腳里)

11 Bizhou (碧洲里)

12 Bifeng (碧峰里)

13 Yushi (御史里)

14 Fuxing (復興里)

15 Zhongyuan (中原里)

16 Jialao (茄荖里)

17 Beitou (北投里)

18 Shichuan (石川里)

19 Nanpu (南埔里)

20 Xinzhuang (新庄里)

21 Xinfeng (新豐里)

22 Shanglin (上林里)

23 Tucheng (土城里)

24 Beizhi (北勢里)

25 Pinglin (平林里)

26 Pingding (坪頂里)

27 Shuangdong (雙冬里)
| Gliederung von Caotun |
|                       |

## Wirtschaft
Caotun wurde schwer vom sogenannten 921-Erdbeben 1999 betroffen, das zahlreiche Gebäude zerstörte und 87 Todesopfer in der damals 96.833 Einwohnern zählenden Stadtgemeinde forderte. In den folgenden Jahren wurde die Stadt planmäßig wieder aufgebaut. Caotun ist außerdem ein Zentrum des Reisanbaus im Landkreis Nantou.

## Verkehr
Caotun hat über die in Nord-Süd-Richtung verlaufende Nationalstraße 3 einen direkten Autobahnanschluss.
In westliche Richtung ist Caotun durch den im Jahr 2005 eröffneten, knapp 5 Kilometer langen Baguashan-Tunnel der Provinzstraße 76 mit der Stadt Yuanlin im Landkreis Changhua verbunden.

## Bildungseinrichtungen
In Caotun befindet sich die Technische Nan-Kai-Universität (NKUT).

## Sehenswürdigkeiten
In Caotun befindet sich das Nationale Taiwanische Institut für Handwerksforschung und -entwicklung (國立臺灣工藝研究發展中心, englisch National Taiwan Craft Research and Development Institute). Hier finden Ausstellungen, Workshops, Märkte, Konferenzen etc. rund um das Handwerk statt.
Auf dem Dun Ho-Tempel (敦和宮) in Caotun befindet sich die größte Bronzestatue der Gottheit Cai Shen in Taiwan. Als sehenswert gilt die Landschaft um den Jiujiufeng (九九峰 – „Jiujiu-Gipfel“), eines knapp 800 Meter hohen Berges, die sich bis in die Nachbargemeinde (den Stadtbezirk) Wufeng von Taichung erstreckt.

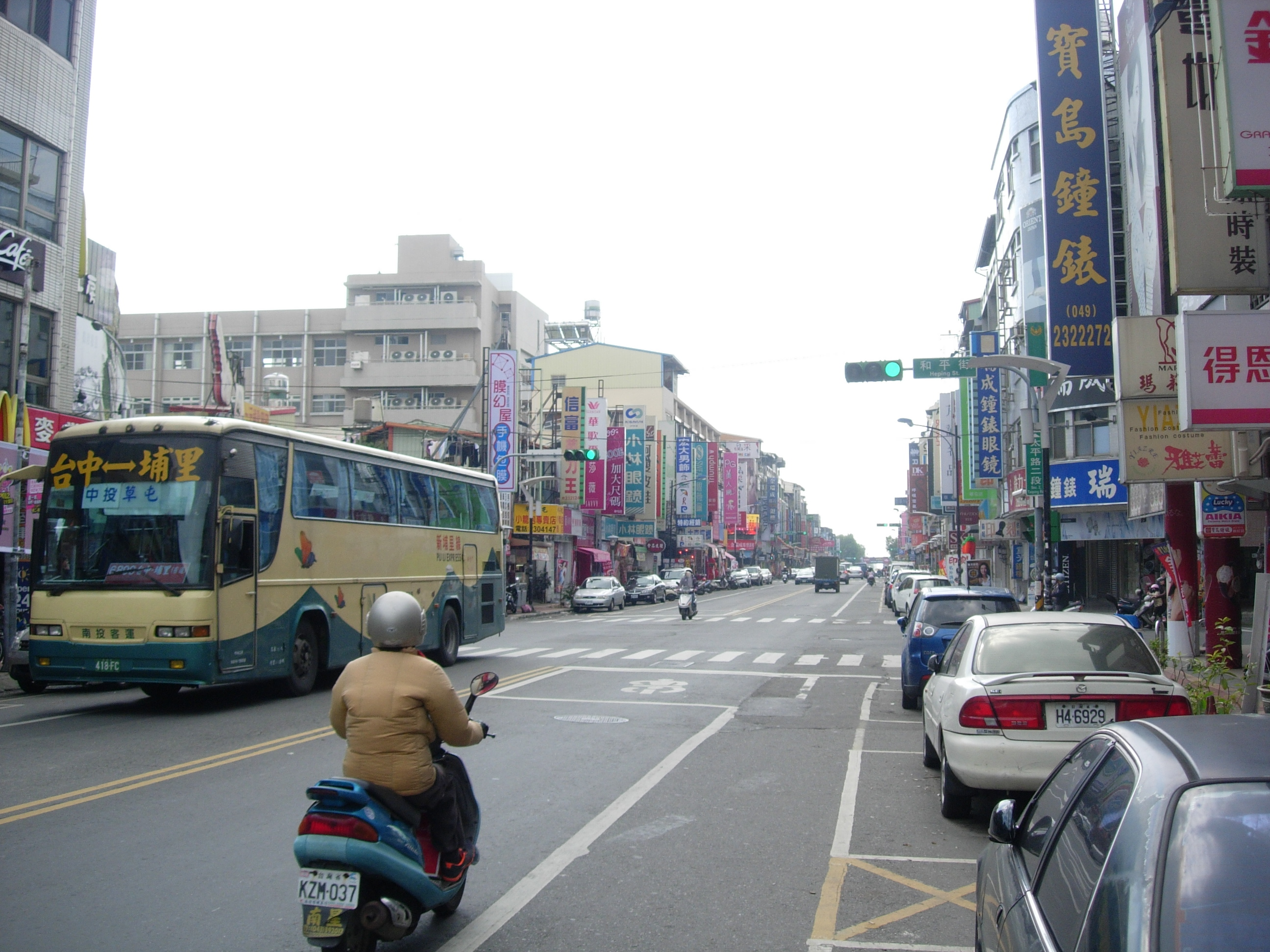
Geschäftsviertel von Caotun
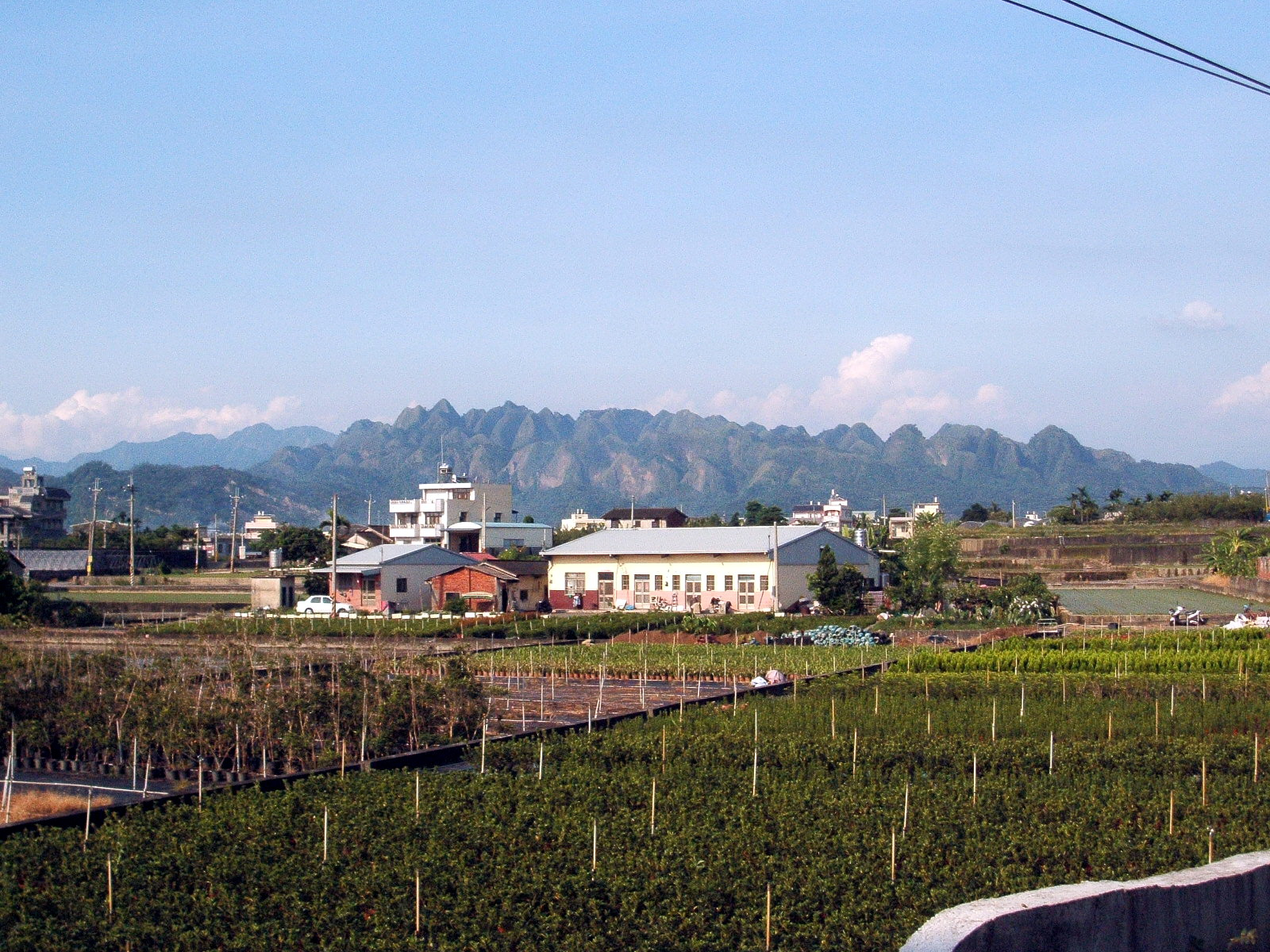
Landschaft um Jiujiufeng (九九峰)
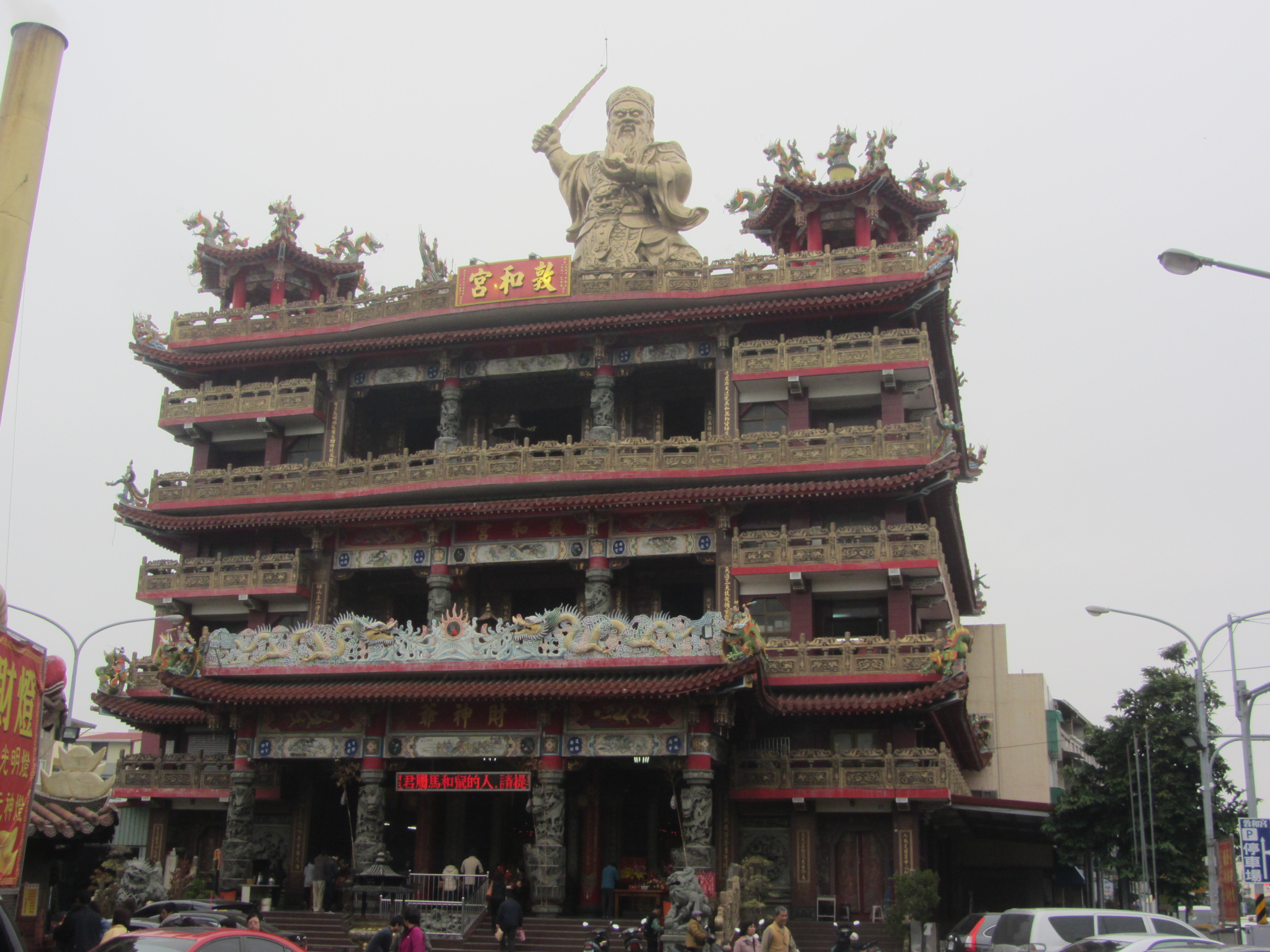
Dun Ho-Tempel (敦和宮) in Caotun

## Persönlichkeiten
- Wu Den-yih (* 1948 in Caotun), ehemaliger Vize-Premierminister und Parteivorsitzender der Kuomintang